# 조너선 우드
조너선 우드(Jonathan Wood, 1982년 ~ )는 오스트레일리아의 배우이다.